# Дикендорф
Дикендорф (њем. Dickendorf) општина је у њемачкој савезној држави Рајна-Палатинат. Једно је од 119 општинских средишта округа Алтенкирхен (Вестервалд). Према процјени из 2010. у општини је живјело 387 становника. Посједује регионалну шифру (AGS) 7132020.

## Географски и демографски подаци
Дикендорф се налази у савезној држави Рајна-Палатинат у округу Алтенкирхен (Вестервалд). Општина се налази на надморској висини од 408 метара. Површина општине износи 1,4 km². У самом мјесту је, према процјени из 2010. године, живјело 387 становника. Просјечна густина становништва износи 267 становника/km².